# Griechische Walzenspinne
Die Griechische Walzenspinne (Galeodes graecus) ist eine Art der Walzenspinnen und lebt im Südosten Europas.

## Merkmale
Die Körperlänge der Männchen beträgt bis zu 36,5 mm, die der Weibchen bis zu 53,3 mm. Damit gehört die Art zu den größten Walzenspinnen Europas. Das Prosoma ist gelb bis orangebraun gefärbt, die kräftigen, scherenartigen Cheliceren sind dunkler rötlichbraun gefärbt und werden zur Spitze hin dunkler. Hinter den kräftigen Cheliceren sitzen die Augen oben auf dem Prosoma. Die Grundfarbe des Opisthosomas (Hinterleibs) ist gelblich bis orange. Auf diesem gut erkennbar segmentierten Hinterleib befindet sich ein breiter, dunklerer Längsstreifen, der meist braun gefärbt ist. Die vier Beinpaare sind gelblich-orange, die Pedipalpen sind verlängert und können bei Bedarf als zusätzliche Laufbeine verwendet werden. Der Körper ist mit einer gelblichen Behaarung bedeckt.

## Ähnliche Arten
Im Süden der Balkanhalbinsel leben 10 weitere Walzenspinnen-Arten, überwiegend in Griechenland. Dabei kommen auch vier Arten aus der Gattung Galeodes vor, nämlich Galeodes elegans, Galeodes hellenicus, Galeodes rhodicola und Galeodes ruptor. Über diese Arten ist nur wenig bekannt. Die restlichen Walzenspinnen der Region gehören anderen Familien an.

## Verbreitung und Lebensraum
Das Verbreitungsgebiet der Griechischen Walzenspinne erstreckt sich von Nordmakedonien und Bulgarien über Griechenland bis in die Türkei. Dabei werden auch manche Inseln im Ägäischen Meer besiedelt.
Lebensraum der Art sind trockene, offene Flächen mit Buschbestand.

## Lebensweise
Die nachtaktiven Tiere verbergen sich tagsüber unter Steinen oder Gestrüpp. Sie sind recht angriffslustig und laufen nachts auf der Suche nach Nahrung schnell umher. Dabei hilft ihnen die lange Behaarung. Schon auf geringste Berührungen reagiert die Griechische Walzenspinne mit einer Hinwendung des gesamten Körpers und einem Beutegreifreflex. Als Nahrung dienen unter anderem Käfer, Heuschrecken und Zweiflügler. Mit ihren kräftigen Cheliceren sind sie auch in der Lage, hart gepanzerte Käfer zu knacken und können aufgrund ihrer Größe selbst kleine Eidechsen überwältigen. In die Enge getrieben richten sie die gezähnten Kiefer gegen den Feind. Ein Biss kann für Menschen schmerzhaft sein, ist jedoch nicht gefährlich. Es können höchstens durch an den Cheliceren haftende Nahrungsreste zu Verunreinigungen der Wunde kommen und in Folge davon zu bakteriellen Sekundärinfektionen. Deshalb sind Bisswunden stets zu reinigen und desinfizieren. Die Begattung der Art ist gestenreich.